# Edred John Henry Corner
Edred John Henry Corner, spesso accreditato come E. J. H. Corner (Londra, 12 gennaio 1906 – Cambridge, 14 settembre 1996), è stato un botanico e micologo inglese.
Tra il 1929 e il 1946 fu micologo presso i Giardini botanici di Singapore; durante la sua permanenza in Asia ebbe modo di studiare il durian, riguardo al quale elaborò una specifica teoria. Nel suo libro The Durian Theory, or the Origin of the Modern Tree, scrisse infatti che l'endozoocoria sorse prima di qualsiasi altro metodo di dispersione dei semi del frutto, e che i primi antenati della specie durio si diffusero in questo modo.